# پدیدار (باستان‌شناسی)

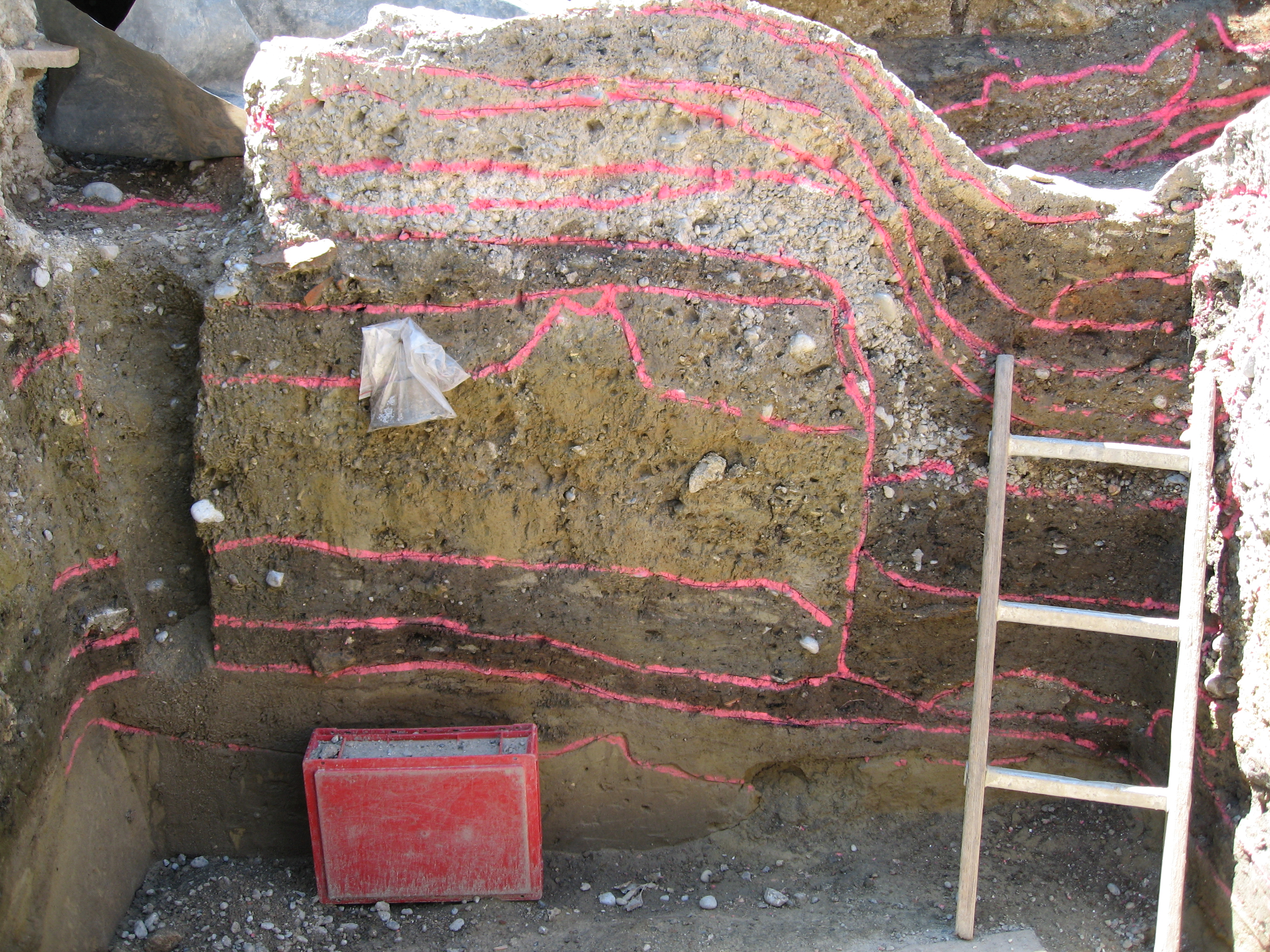
تصویر یک محوطه باستان شناسی

عنصری در یک محوطهٔ باستانی یا هر واحد باستان‌شناختی مجزا که ساختار یا لایه یا دست‌ساختهٔ مستقلی به‌شمار نمی‌آید و نمی‌توان آن را جابه‌جا کرد، نظیر چاه‌ها، جوی‌ها، و دیوارها، پدیدار (feature) نامیده می‌شود.
خان‌چال، تیرچال، پی ساختمان، زهکشی‌ها، و گورها و آب‌انبارها از دیگر نمونه‌های پدیدار در محوطه‌های باستانی هستند.
پدیدارها معمولاً نسبت به چینه‌بندی محوطه خود حالتی عمودی دارند. به عناصر عمومی افقی همچون حیاط‌ها، راه‌ها، و کف‌سازی‌ها، پدیدار گفته نمی‌شود.
به‌طور کلی، به پدیداری که به دست انسان ساخته نشده، ولی محل انجام فعالیت خاصی به دست او بوده‌است، پدیدار انباشتی cumulative feature گفته می‌شود. پدیداری که به دست انسان برای فعالیتی خاص ساخته شده‌است نیز پدیدار برساختی constructed feature نام دارد.
در باستان‌شناسی، مفهوم پدیدار در کنار مفاهیم دست‌ساخته و بوم‌ساخته قرار می‌گیرد.